# Antipathes atlantica
Antipathes atlantica — вид коралових поліпів родини Antipathidae ряду антипатарій (Antipatharia). Поширений у тропічних регіонах Західної Атлантики від південного узбережжя Бразилії до Вест-Індії (включаючи Багами). Живе на глибині до 100 м. Утворює гілясті колонії заввишки 30-120 см.